# Stanisław Korczak

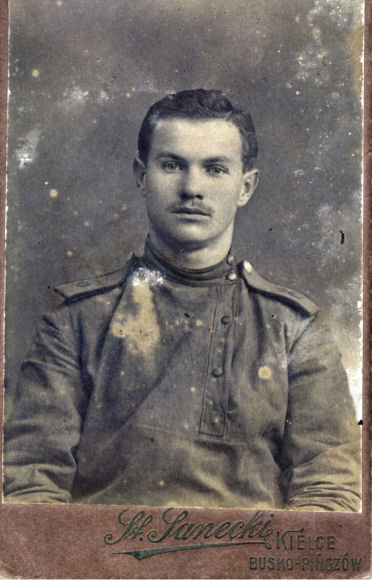
Stanisław Korczak w mundurze rosyjskim na początku 1915 r. w czasie służby w 85 Wyborskim Pułku Piechoty

Stanisław Korczak ps. „Edwin” (ur. 11 kwietnia 1896 w Potoku Wielkim, zm. 5 kwietnia 1940 w Kalininie) – podporucznik piechoty Wojska Polskiego, aspirant Policji Państwowej, ofiara zbrodni katyńskiej.

## Życiorys
Pochodził z wielodzietnej rodziny włościańskiej o patriotycznych tradycjach. Syn Jana i Rozalii (z domu Dyl). Miał braci Józefa, Antoniego, Stefana i Juliana. Kształcił się w szkole średniej w Lublinie. 
W 1914 przerwał naukę w Szkole Lubelskiej i wstąpił na ochotnika do wojska rosyjskiego z przydziałem do 85 Wyborskiego Pułku Piechoty, który został skierowany na front warszawski do walki z wojskami niemieckimi.
Wkrótce po nawiązaniu kontaktów z Polską Organizacją Wojskową (POW) w 1915 zbiegł z wojska. Po przeszkoleniu został przydzielony do lubelskiego Oddziału Lotnego Wojska Polskiego będącego dywersyjnym oddziałem I Brygady Legionów. W Oddziale Centralnym działał jego starszy brat Józef Korczak. Stanisław Korczak, który przybrał pseudonim „Edwin”, brał czynny udział w akcjach lubelskiego oddziału.
Po rozwiązaniu lubelskiego Oddziału Lotnego Wojska Polskiego Stanisław Korczak skierowany został do obwodu Polskiej Organizacji Wojskowej (POW) Siedlce i mianowany komendantem podobwodu Polskiej Organizacji Wojskowej (POW) obejmującego Międzyrzec, Łosice, Mordy oraz Konstantynin. 
Po ustąpieniu wojsk rosyjskich wstąpił do I Brygady Legionów, gdzie przydzielony został do 1 Pułku Ułanów Legionów Polskich majora Władysława Prażmowskiego „Beliny”. W pułku „Beliny” brał udział w walkach na Wołyniu między innymi pod Maniewiczami i Stochodem, gdzie został ranny. Po przewiezieniu do szpitala wojskowego w Pradze został internowany. Wkrótce Stanisław Korczak uciekł z internowania i zgłosił się do Komendy Legionów w Wiedniu, skąd został skierowany do okręgu POW w Kozienicach.
W 1916 r. objął obwód Puławy, który zorganizował i w którym prowadził szkolenia. W tym samym roku ożenił się z Janiną Guz, nauczycielką z Lublina. Przeniesiony do Ostrowa Lubelskiego jako komendant miejscowego POW przebywał tam do 1918 r. W Ostrowie Lubelskim razem z żoną pracowali jako nauczyciele.
Pod koniec wojny, po demobilizacji, wstąpił do Milicji Ludowej w Lublinie, a po jej likwidacji w 1919 przeszedł do Policji Państwowej. Brał czynny udział w wojnie polsko-ukraińskiej w 1919 oraz wojnie polsko-bolszewickiej w 1920. Za czynny udział został odznaczony medalem Polska Swemu Obrońcy 1918–1921.
Przez cały okres międzywojenny był związany z policją lubelską, m.in. był zastępcą komendanta komisariatu i posterunku Policji Państwowej na Dziesiątej w Lublinie. Po przeszkoleniu w 1921 r. otrzymał stopień przodownika Policji Państwowej. W 1939 ukończył szkołę oficerów PP w Warszawie, został mianowany na stopień aspiranta i przeniesiony do Komendy Powiatowej PP w Lublinie. W latach 1929–1933 pełnił również funkcję oskarżyciela publicznego w Sądzie Grodzkim w Lublinie.
Odbył służbę w Batalionie Podchorążych Rezerwy Piechoty Nr 2 w Biedrusku. W 1935 został mianowany podporucznikiem ze starszeństwem z 1 stycznia 1934 i 1918. lokatą w korpusie oficerów rezerwy piechoty. Został wcielony w rezerwie do 7 Pułku Piechoty Legionów w Chełmie.
W wolnych chwilach poświęcał się rodzinie i sportowi (strzelectwo i kolarstwo). Jako członek Policyjnego Klubu Sportowego otrzymał wiele odznaczeń i nagród w obu dyscyplinach m.in. Odznakę Strzelecką I klasy.
Stanisław Korczak został zmobilizowany z chwilą rozpoczęcia wojny. Uczestniczył w walkach z Sowietami. Ujęty pod Tarnopolem przez wojska sowieckie, przewieziony został do obozu w Ostaszkowie. W kwietniu 1940 wraz z innymi jeńcami wywieziony do Kalinina i zamordowany strzałem w tył głowy. Pochowany w zbiorowych mogiłach w Miednoje. 
Osierocił czwórkę dzieci. Córki Zofia, Maria i Janina były łączniczkami AK, syn Władysław w Szarych Szeregach i AK. W jego domu na Dziesiątej w Lublinie był skład broni AK.
4 października 2007 roku Stanisław Korczak został pośmiertnie awansowany na stopień podkomisarza Policji Państwowej.

## Ordery i odznaczenia
- Krzyż Niepodległości z Mieczami – 10 grudnia 1931 „za pracę w dziele odzyskania niepodległości”[8]
- Medal Pamiątkowy za Wojnę 1918–1921
- Medal Dziesięciolecia Odzyskanej Niepodległości
- Srebrny Medal Za Długoletnią Służbę
- Krzyż Kampanii Wrześniowej 1939 – pośmiertnie
- Medal „Za udział w wojnie obronnej 1939” – pośmiertnie
- Krzyż Kampanii Wrześniowej 1939 r. - 1 stycznia 1986 (pośmiertnie)[9]
- Krzyż Legionowy
- Państwowa Odznaka Sportowa[10]